# Зелёный Мыс (хутор)
Зелёный Мыс — хутор в Азовском районе Ростовской области. 
Входит в состав Задонского сельского поселения.

## География
Зелёный Мыс стоит на левом берегу реки Кагальник, в 28,6 км от её устья. Высота над уровнем моря — 5 м. Хутор занимает мыс, вдающийся в заболоченную пойму Кагальника. Хутор расположен в 29,5 км (в 54,3 км по дорогам) к юго-юго-западу от облцентра — города Ростова-на-дону, в 16,2 км (в 24 км по дорогам) к юго-юго-востоку от райцентра — города Азова, в 11,7 км (в 13,3 км по дорогам) к западо-северо-западу от сельпосцентра — хутора Задонского. В 2,3 км к юго-востоку от хутора расположена ж/д платформа Еремеево на линии Батайск—Староминская-Тимашёвская.

### Улицы
- ул. Халтурина,
- ул. Чапаева.

## История
Хутор возник на земле помещика Якова Петровича Пелёнкина в конце XVIII века. Первоначально предназначался для занятия скотоводством. С участком земли достался дочери владельца Любови Яковлевне, в замужестве Тиммерман, а от неё — сыну её Александру. Зелёным Мысом хутор назван по местоположению, Тиммермановкой — по фамилии владельца; происхождение названия Земская не установлено.
Хутор газифицирован в 2010 году.

## Население
| 1989 | 2002 | 2010 |
| ---- | ---- | ---- |
| 136  | ↗137 | ↗154 |

Национальный состав
По данным переписи 1926 года по Северо-Кавказскому краю, в населённом пункте числилось 67 хозяйств и 378 жителей (195 мужчин и 183 женщины), из которых украинцы — 100 % или 378 чел.
Согласно результатам переписи 2002 года, в национальной структуре населения русские составляли 74 %.

## Достопримечательности
В Зелёном Мысе расположено два памятника археологии, стоящих на госохране: курганный могильник «Зелёный мыс – I» (9 курганов) и курганный могильник «Зелёный мыс – II» с многослойным поселением «Зелёный мыс».